# Liechtenstein na Zimowych Igrzyskach Paraolimpijskich 1992
Liechtenstein na Zimowych Igrzyskach Paraolimpijskich w 1992 roku reprezentował 1 zawodnik w narciarstwie alpejskim. Nie zdobył on medalu dla swego kraju w igrzyskach. 
Był to debiut Liechtensteinu na zimowej paraolimpiadzie.

## Wyniki reprezentantów

### Narciarstwo alpejskie
Objaśnienie kategorii:
- B2 - osoby z funkcjonującym wzrokiem na poziomie 3-5%

#### Osoby niewidome

##### Mężczyźni
| Zawodnik      | Konkurencja        | Czas    | Pozycja | Źródło |
| ------------- | ------------------ | ------- | ------- | ------ |
| Josef Gmeiner | Slalom Gigant (B2) | 3:06.63 | 4.      | [ 2 ]  |
| Josef Gmeiner | Supergigant (B2)   | 1:44.08 | 6.      | [ 3 ]  |